# シコルスキー S-4
S-4
展示されるS-4
- 用途：プロトタイプ
- 設計者：イーゴリ・シコルスキー
- 製造者：イーゴリ・シコルスキー
- 初飛行：飛行実績なし
- 生産数：1機

シコルスキー S-4は、ロシア帝国のイーゴリ・シコルスキーが1910年から1911年にかけて試作した固定翼機である。

## 開発と設計
シコルスキーS-4は、1910年12月13日の試験中に墜落したS-3を基に開発した複葉機であり、イーゴリ・シコルスキーが設計した固定翼機としては4番目の機体に相当する。
S-4の製作にあたっては、S-3に搭載されていた40馬力のアンザーニ製3気筒エンジンを初め、複数の部品が流用された。機体の開発は1910年12月下旬から始まり、翌年の春に完成した。
S-4はシコルスキーが開発してきたそれまでの固定翼機とは異なり飛行試験が実施されず、1911年春にハリコフで開催された航空展示会に出品された後に解体された。

## 要目
- 乗員：1名
- 全長：8 m
- 翼幅：9 m
- 翼面積：28 m²
- 空虚重量：260 kg
- 全備重量：360 kg
- エンジン：1 × アンザーニ製W型3気筒エンジン、30 kW (40 hp)